# Mennekes

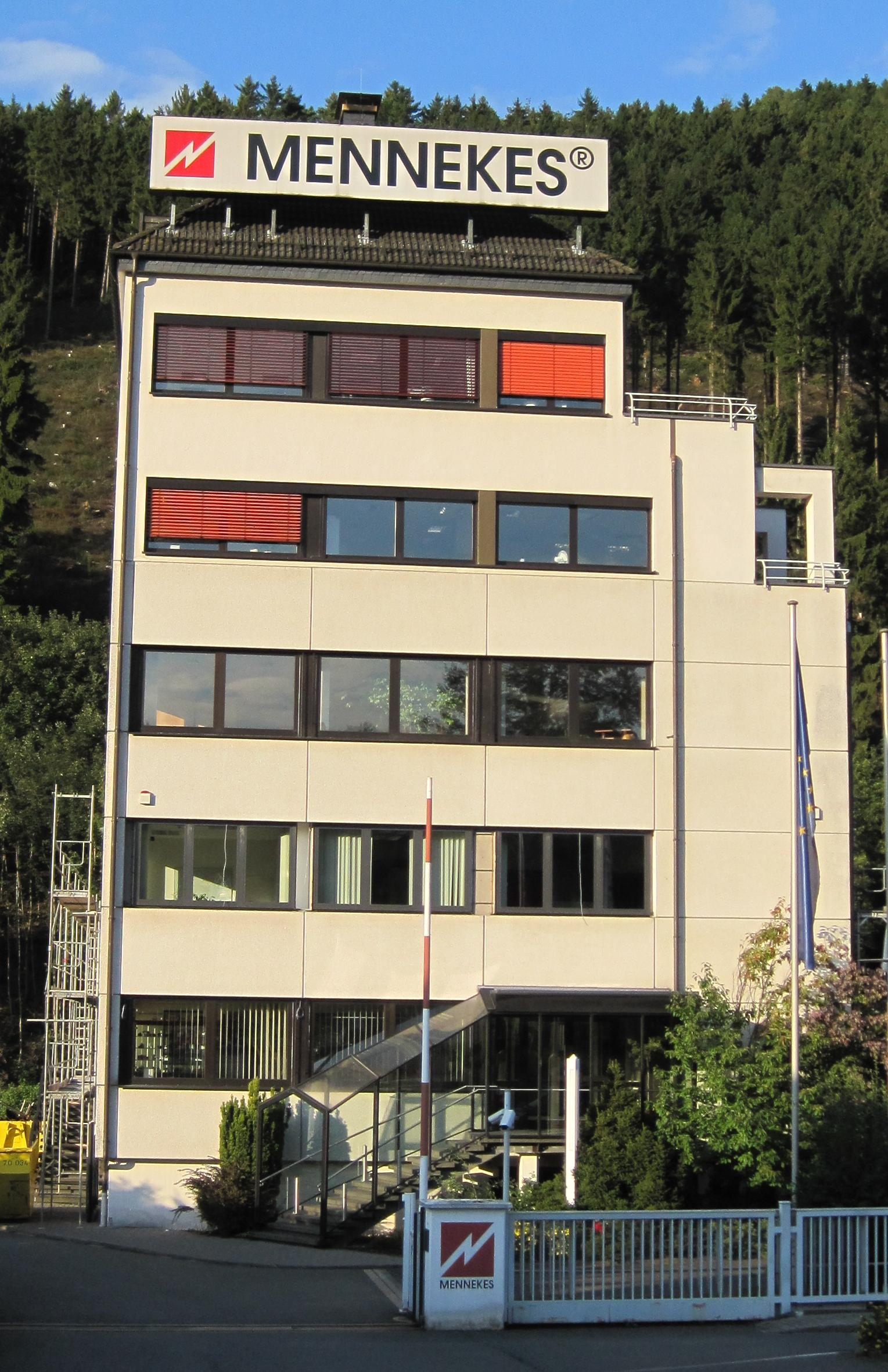
Mennekes公司總部

Mennekes Elektrotechnik GmbH & Co. KG是一家德國工業插頭和連接器製造商，總部位於德國紹爾蘭地區的基希洪德姆。
該公司開發了歐洲的電動汽車充電連接器國際標準“IEC 62196-2 Type 2”。

## 歷史
Mennekes Elektrotechnik GmbH & Co. KG 由電工 Aloys Mennekes（1910-1976 年）於 1935 年創立。
該公司最初是一家電工車間，兩年後成為一家電器商店。
第二次世界大戰結束後，該公司參與了修復被戰爭破壞的電力線。
1945年，由於當時火柴短缺，在租用的市政廳生產了電引火器。價值 9.90 帝國馬克的“Glühauf”是一個可以插入插座的發光螺旋體，可以點亮香煙和紙條。“Glühauf”是 MENNEKES 的第一項專利，公司很快擁有 39 名員工。
不久之後，該公司開始生產用於特殊應用的插頭。1947年，公司在現廠房內興建廠房，1948年全公司遷入新廠房。
起初，插頭是鋁製的，但從 1960 年開始，插頭和連接器也由塑料製成。1957 年，公司場地增加了另一座廠房，1973 年，公司搬進了一座新的兩層生產大樓。公司創始人 Aloys Mennekes 去世時，公司已經擁有 250 名員工。一年前，他的兒子 Dieter 和 Walter 接管了公司作為繼任者。1990年，MENNEKES註冊為商標。一年後，該公司接管了位於 Neudorf 的 Technoplast，後者自 1995 年起作為 MENNEKES Elektrotechnik Sachsen GmbH 完全隸屬於 Mennekes 集團。自 1992 年起，Walter Mennekes 成為 MENNEKES Elektrotechnik GmbH & Co. KG 的唯一所有者和股東。

## 進入電動汽車領域
2008 年，MENNEKES 進入電動汽車業務。一年後，該公司根據RWE和戴姆勒的規格設計的電動汽車充電插頭為更廣泛的公眾所熟知。2011年，電動汽車業務轉移至子公司MENNEKES Stecker GmbH & Co. KG。MENNEKES 已經擁有基於IEC 60309標準（三相連接器）的充電插頭經驗，該標準已擴展為包括額外的信號觸點，如“CEEplus”連接器。這種新的連接器類型被稱為“MENNEKES Type 2 連接器”，由 VDE 根據VDE-AR-E 2623-2-2標準發布。兩年後，它被納入以下版本的國際IEC 62196標準為“Type 2”。由於名稱“MENNEKES 連接器”含糊不清，因此充電插頭上的新聞稿始終指的是“MENNEKES Type 2 連接器”。在一份聲明中，歐洲汽車工業協會（ACEA）推薦“Type 2”連接器作為統一充電插頭，因為“Type 1”（SAE J1772）不允許三相充電。自 2013 年起，根據歐盟委員會通過的歐盟法律，用於電動汽車的“IEC 62196-2 Type 2（MENNEKES 連接器）”已成為整個歐洲的標準（EN 62196 Type 2）。
2009 年，Mennekes 為應對生產擴張，在基爾希洪德姆總部增加了 2,800 平方米的生產空間，並於 2017 年增加了一座佔地 2,000 平方米的新辦公樓。2012 年，辦公樓發生火災，造成價值數百萬的損失。Welschen Ennest從2013年開始擴建為第二個主要地點。最初，一個新的物流中心搬進那裡，五年後又建造了一個新的注塑車間，一個高架倉庫和一座辦公樓，耗資4000萬歐元。自 2008 年以來，在 Neudorf 新建了一個生產車間和一個高架倉庫。2011 年，Walter Mennekes 的兒子 Christopher Mennekes 作為管理合夥人加入公司。
該公司在全球 90 多個國家設有子公司和代表處，在全球擁有 1,200 名員工（其中三分之二在德國）。產品範圍包括超過 15,000 種不同變體和設計的標準化插頭和插座，以及從車輛插座和充電電纜到完整充電站的所有電動汽車領域。

## 外部連結
- 官方网站